# Melbourne Football Club

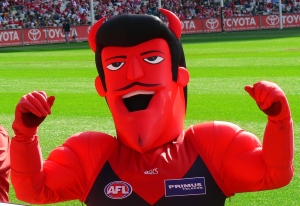
Ronald Deeman, de mascotte van de Melbourne Football Club.

De Melbourne Football Club, bijgenaamd The Demons of gemeenzaam The Dees, is een Australian football club uit Melbourne spelend in de Australian Football League (AFL). 
De club werd opgericht in 1858. De club was een van de eerste leden van de Victorian Football Association (VFA) in 1877 en in 1897 werd het een van de eerste leden van de Victorian Football League (VFL) die nu bekendstaat als de nationale Australian Football League (AFL). 